# 서민우 (축구 선수)
서민우(徐珉優, 1998년 3월 12일 ~ )는 대한민국의 축구 선수로 포지션은 수비형 미드필더, 중앙 미드필더, 센터백이며 현재 K리그1 강원 FC 소속이다.

## 클럽팀 경력
2020 시즌을 앞두고 K리그1의 강원 FC에 입단했다. 5월 10일에 열린 FC 서울과의 리그 경기에서 프로 데뷔전을 치렀다. 7월 1일 강릉시청과의 FA컵 경기에서 연장 추가시간 극장골을 기록해 팀을 16강으로 진출시켰다.